# Acroconidiellina urtiagae
Acroconidiellina urtiagae är en svampart som beskrevs av M.B. Ellis 1971. Acroconidiellina urtiagae ingår i släktet Acroconidiellina, divisionen sporsäcksvampar och riket svampar.   Inga underarter finns listade i Catalogue of Life.